# Episodi di 24 (settima stagione)

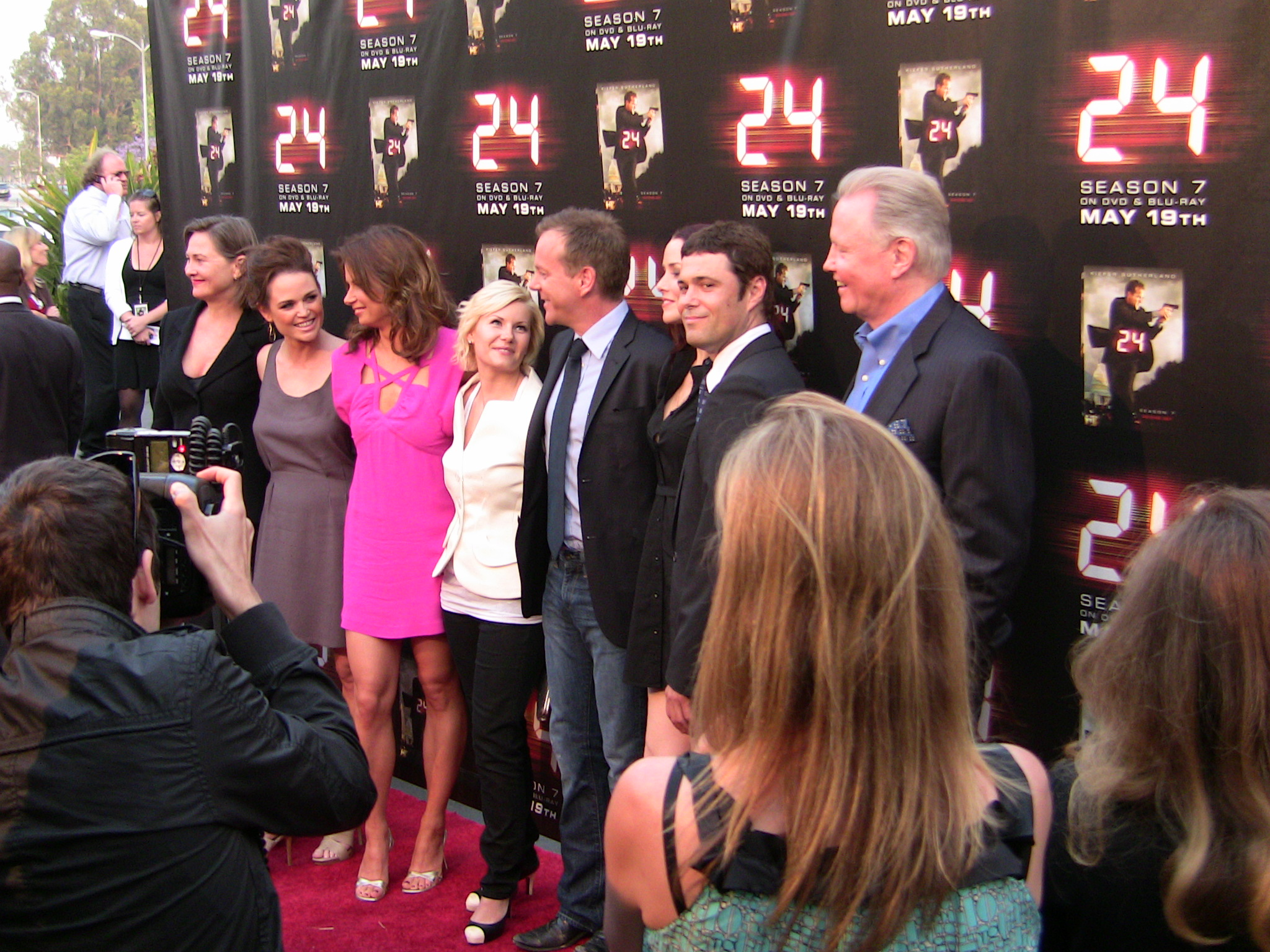
Il cast principale della settima stagione di 24

Jack Bauer davanti alla commissione del Senato a Washington

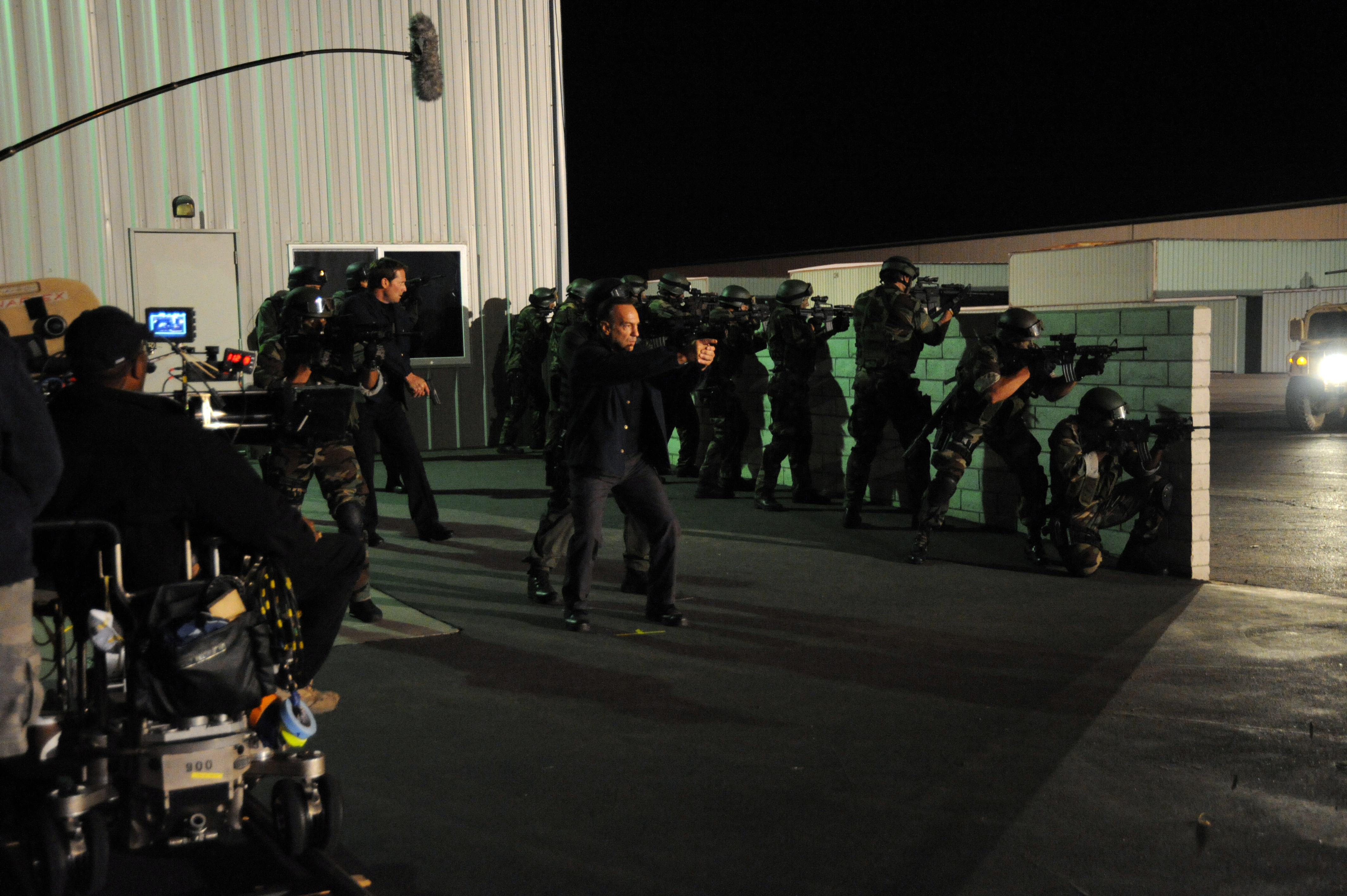
Riprese all'aeroporto Camarillo della contea di Ventura, California.

La settima stagione della serie televisiva 24 è stata trasmessa in prima visione negli Stati Uniti d'America da Fox dall'11 gennaio al 18 maggio 2009.
In Italia è stata trasmessa in prima visione satellitare da FX dal 25 settembre all'11 dicembre 2009, mentre in chiaro è stata trasmessa da Rete 4 dal 9 giugno 2010.
| nº | Titolo originale      | Titolo italiano        | Prima TV USA     | Prima TV Italia   |
| -- | --------------------- | ---------------------- | ---------------- | ----------------- |
| 1  | 8:00 a.m.-9:00 a.m.   | Dalle 8:00 alle 9:00   | 11 gennaio 2009  | 25 settembre 2009 |
| 2  | 9:00 a.m.-10:00 a.m.  | Dalle 9:00 alle 10:00  | 11 gennaio 2009  | 25 settembre 2009 |
| 3  | 10:00 a.m.-11:00 a.m. | Dalle 10:00 alle 11:00 | 12 gennaio 2009  | 2 ottobre 2009    |
| 4  | 11:00 a.m.-12:00 p.m. | Dalle 11:00 alle 12:00 | 12 gennaio 2009  | 2 ottobre 2009    |
| 5  | 12:00 p.m.-1:00 p.m.  | Dalle 12:00 alle 13:00 | 19 gennaio 2009  | 9 ottobre 2009    |
| 6  | 1:00 p.m.-2:00 p.m.   | Dalle 13:00 alle 14:00 | 26 gennaio 2009  | 9 ottobre 2009    |
| 7  | 2:00 p.m.-3:00 p.m.   | Dalle 14:00 alle 15:00 | 2 febbraio 2009  | 16 ottobre 2009   |
| 8  | 3:00 p.m.-4:00 p.m.   | Dalle 15:00 alle 16:00 | 9 febbraio 2009  | 16 ottobre 2009   |
| 9  | 4:00 p.m.-5:00 p.m.   | Dalle 16:00 alle 17:00 | 16 febbraio 2009 | 23 ottobre 2009   |
| 10 | 5:00 p.m.-6:00 p.m.   | Dalle 17:00 alle 18:00 | 23 febbraio 2009 | 23 ottobre 2009   |
| 11 | 6:00 p.m.-7:00 p.m.   | Dalle 18:00 alle 19:00 | 2 marzo 2009     | 30 ottobre 2009   |
| 12 | 7:00 p.m.-8:00 p.m.   | Dalle 19:00 alle 20:00 | 2 marzo 2009     | 30 ottobre 2009   |
| 13 | 8:00 p.m.-9:00 p.m.   | Dalle 20:00 alle 21:00 | 9 marzo 2009     | 6 novembre 2009   |
| 14 | 9:00 p.m.-10:00 p.m.  | Dalle 21:00 alle 22:00 | 16 marzo 2009    | 6 novembre 2009   |
| 15 | 10:00 p.m.-11:00 p.m. | Dalle 22:00 alle 23:00 | 23 marzo 2009    | 13 novembre 2009  |
| 16 | 11:00 p.m.-12:00 a.m. | Dalle 23:00 alle 24:00 | 30 marzo 2009    | 13 novembre 2009  |
| 17 | 12:00 a.m.-1:00 a.m.  | Dalle 24:00 alle 1:00  | 6 aprile 2009    | 20 novembre 2009  |
| 18 | 1:00 a.m.-2:00 a.m.   | Dalle 1:00 alle 2:00   | 13 aprile 2009   | 20 novembre 2009  |
| 19 | 2:00 a.m.-3:00 a.m.   | Dalle 2:00 alle 3:00   | 20 aprile 2009   | 27 novembre 2009  |
| 20 | 3:00 a.m.-4:00 a.m.   | Dalle 3:00 alle 4:00   | 27 aprile 2009   | 27 novembre 2009  |
| 21 | 4:00 a.m.-5:00 a.m.   | Dalle 4:00 alle 5:00   | 4 maggio 2009    | 4 dicembre 2009   |
| 22 | 5:00 a.m.-6:00 a.m.   | Dalle 5:00 alle 6:00   | 11 maggio 2009   | 4 dicembre 2009   |
| 23 | 6:00 a.m.-7:00 a.m.   | Dalle 6:00 alle 7:00   | 18 maggio 2009   | 11 dicembre 2009  |
| 24 | 7:00 a.m.-8:00 a.m.   | Dalle 7:00 alle 8:00   | 18 maggio 2009   | 11 dicembre 2009  |